# Dorfkirche Tarmow

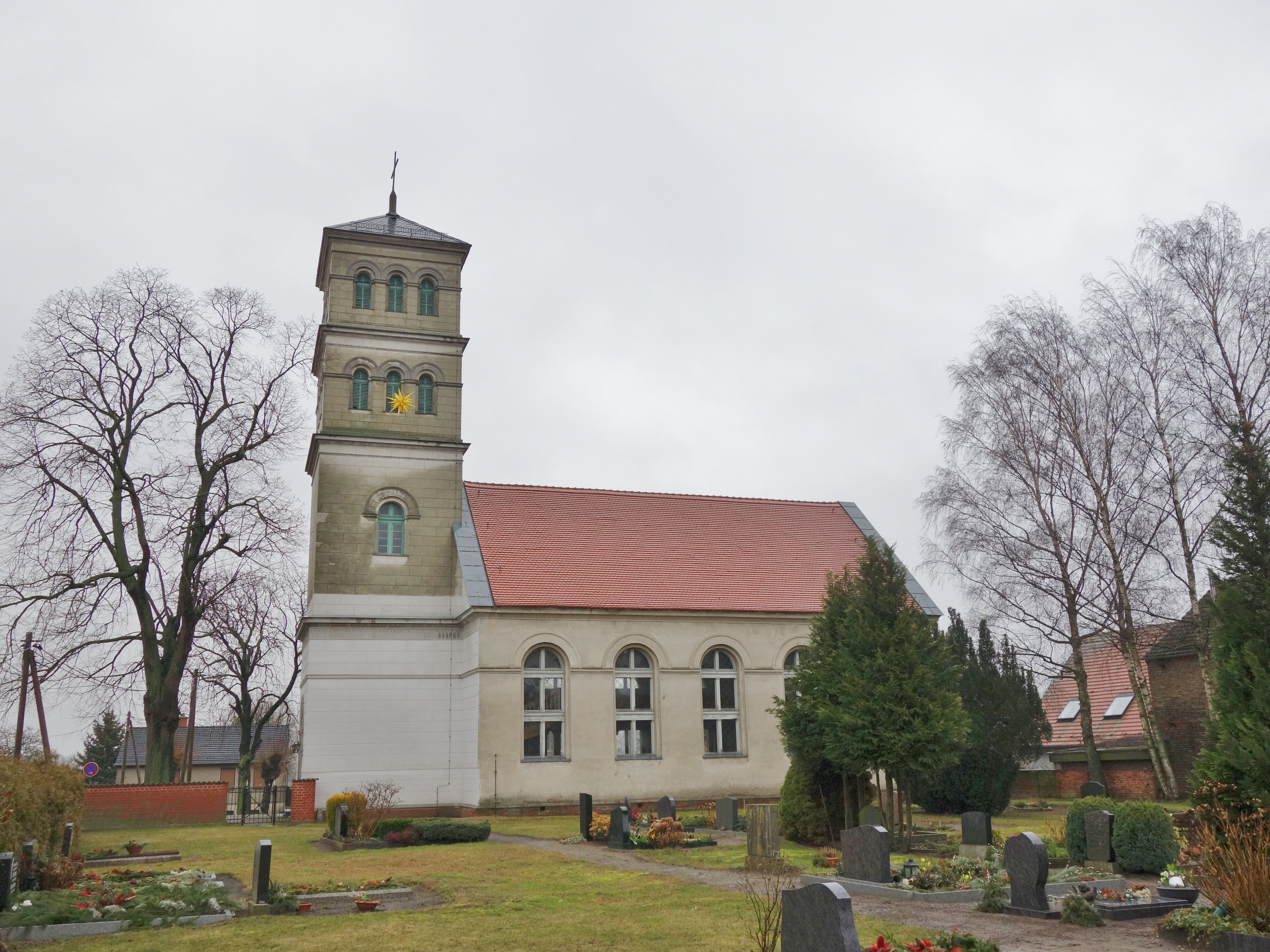
Südwestansicht mit campanileartigem Turm

Die Dorfkirche Tarmow ist ein Kirchengebäude im Ortsteil Tarmow der Gemeinde Fehrbellin im Landkreis Ostprignitz-Ruppin des deutschen Bundeslandes Brandenburg. Die Kirchengemeinde gehört zum Kirchenkreis Nauen-Rathenow im Sprengel Potsdam der Evangelischen Kirche Berlin-Brandenburg-schlesische Oberlausitz.

## Architektur
Die 27 m lange und 14 m breite Saalkirche wurde 1834–1835 als verputztes Ziegelbauwerk mit Satteldach im Rundbogenstil errichtet. Die Entwürfe gehen auf Friedrich August Heidfeld und Friedrich Wilhelm Eduard Jacobi zurück. Sie orientieren sich an der Normalkirche Schinkels. Das Kirchenschiff hat in den Längswänden je fünf hohe Rundbogenfenster. Im Ostgiebel findet sich ein Okulus mit profilierter Putzrahmung. Der quadratische, eingezogene, hoch aufragende Westturm erinnert an die Campanile italienischer Kirchen. Er wird durch ein flaches Pyramidendach abgeschlossen. Die vier Geschosse werden durch Kaffgesimse getrennt.
Der Innenraum hat an drei Seiten Emporen. Der Kanzelaltar stammt aus der Bauzeit.